# Kiszombor
Kiszombor é uma vila da Hungria, situada no condado de Csongrád-Csanád. Tem 65,81 km² de área e sua população em 2019 foi estimada em 3.722 habitantes.